# Pellorneum
A Pellorneum  a madarak osztályának verébalakúak (Passeriformes) rendjébe és a Pellorneidae családjába tartozó nem.

## Rendszerezésük
A nemet William Swainson írta le 1832-ben, 8 faj besorolása biztos, 5 vitatott:
- vörösfejű egértimália (Pellorneum ruficeps)
- Pellorneum palustre
- Pellorneum capistratum
- Pellorneum fuscocapillus
- Pellorneum albiventre
- Pellorneum buettikoferi
- Pellorneum pyrrogenys
- Pellorneum tickelli

Ezek a fajok besorolása vitatott:
- Pellorneum malaccensis[1] vagy Malacocincla malaccensis[2]
- Pellorneum cinereiceps[1] vagy Malacocincla cinereiceps[2]
- Pellorneum bicolor[1] vagy Trichastoma bicolor
- Pellorneum rostratum[1] vagy Trichastoma rostratum
- Pellorneum celebense[1] vagy Trichastoma celebense

## Előfordulásuk
Dél- és Délkelet-Ázsiában honosak. A természetes élőhelyük a szubtrópusok vagy trópusok

## Megjelenésük
Testhosszuk 13-17 centiméter közötti.